# Cyclotella
Cyclotella is een geslacht van diatomeeën (Bacillariophyta) met ongeveer 100 soorten die voorkomen in zoet en zout water.

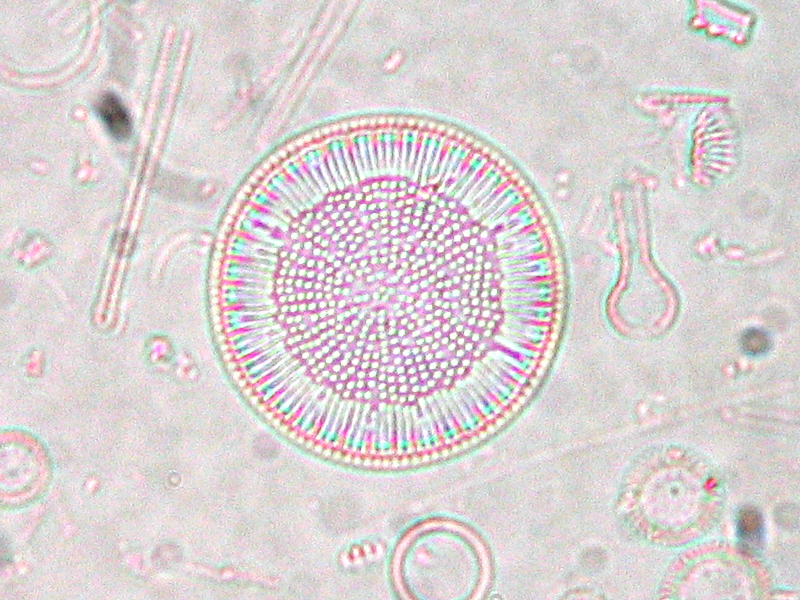

## Kenmerken
Cyclotella zijn centrische diatomeeën. De individuele cellen hebben de typische diatomeeënschaal bestaande uit twee tellers. Dit is rechthoekig in zijaanzicht en cirkelvormig in schaalaanzicht. De cellen zijn onbeweeglijk. Ze hebben een centrale celkern en een aantal marginale, lenticulaire plastiden die door fucoxanthine goudbruin zijn gekleurd. De grootte van de cellen is 4 tot 40 micrometer. De celwand is in het schelpaanzicht voorzien van radiale ornamenten. Lange, fijne haren gemaakt van chitine zitten op de randen van de kom en dienen als zwevende verlengstukken. Soms zijn sommige cellen verbonden door gelei. 

## Voortplanting
Ongeslachtelijke voortplanting vindt plaats door de typische deling van diatomeeën in twee delen, wat leidt tot de vermindering van de cellen. Seksuele voortplanting vindt plaats door de oogamy-karakteristiek van centrische diatomeeën. Hierna en in de loop van de auxosporevorming worden de cellen groter.

## Voorkomen
Cyclotella komt voor in stilstaand water. De voedingswaarde doet er niet toe. Ze leven zowel drijvend (plankton) als op de grond (benthos).